# Медаль «За воинскую доблесть» (Италия)
Золотая медаль «За воинскую доблесть» (итал. Medaglia d'oro al valor militare, M.O.V.M.) — медаль, учреждённая королём Виктором Амадеем III 21 мая 1793 года.

## История
Медаль вручалась за храбрость и отвагу, проявленные на поле боя. Вышла из употребления в период господства Наполеона, была возрождена 1 апреля 1815 года Виктором Эммануилом I. Им же несколько месяцев спустя, 4 августа 1815 года, медаль «За воинскую доблесть» была заменена на Савойский военный орден (итал. Ordine militare di Savoia).
В 1833 году Карл Альберт восстановил Золотую медаль «За воинскую доблесть», а также добавил Серебряную и Бронзовую. На лицевой стороне медалей были изображёны: овальный щит с крестом Савойского дома обрамлённый ветвями лавра и оливкового дерева, царский венец и надпись «AL VALORE MILITARE»; а на обратной стороне содержалась информация о награждённом, обрамленная двумя лавровыми ветвями. Золотой медалью «За воинскую доблесть», которая ценилась на уровне высших наград Итальянского королевства, награждались солдаты и офицеры за выдающиеся заслуги. По статуту награды, кавалеру Золотой медали даже старший в чине должен отдать честь первым.

Медали и планки до 1948 года

Золотая медаль
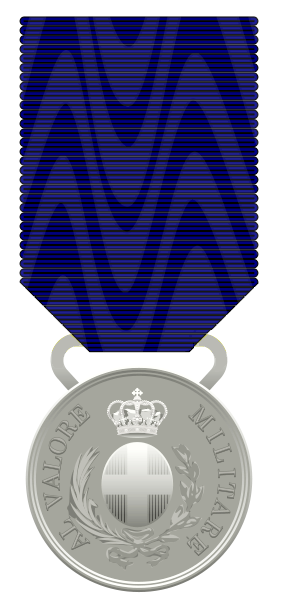
Серебряная медаль
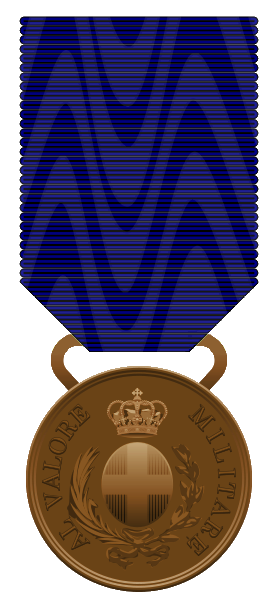
Бронзовая медаль

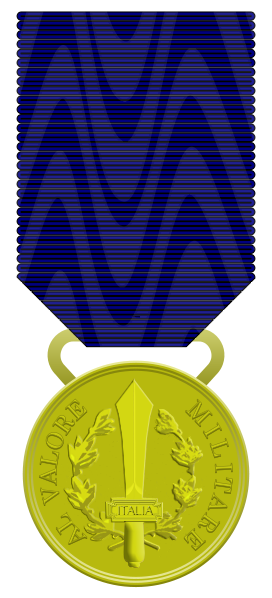
Медаль Республики Сало 1943—1945

Медаль «За воинскую доблесть» существовала и в Итальянской социальной республике (Респу́блика Сало́) с 1943 по 1945 годы. В отличие от королевской награды на аверсе медали, вместо королевского герба, был помещен римский короткий меч — гладиус, остриём вверх, обрамлённый венком из лавровых и дубовых ветвей.
В 1946 году Италия стала парламентской республикой и после утверждения в 1948 году государственной эмблемы Итальянской Республики монархическая символика на медалях — щит и корона — была заменена на большую звезду на фоне зубчатого колеса, окружённую ветвями оливкового дерева и дуба.

Медали и планки после 1948 года

Золотая медаль
Серебряная медаль
Бронзовая медаль

В конце Второй мировой войны руководство Италии приняло решение награждать этой медалью не только людей, совершивших акты военного героизма, но и города, территории и организации, внесшие значительный вклад в освобождение страны, в связи с этим золотой, серебряной и бронзовой медалями было награждено несколько десятков  городов и административно-территориальных единиц.